# Crociata dei poveri
La crociata dei poveri (o crociata dei pezzenti) fu un insieme di spedizioni non coordinate che precedettero la prima crociata.
Nel maggio 1096, assai prima della data che il papa aveva previsto, gente d'ogni sorta (poveri, preti, monaci, donne, soldati, signori e perfino principi) si mise agli ordini di Pietro d'Amiens e si pose in viaggio: sarebbe arrivato a Costantinopoli il primo agosto, cioè 15 giorni prima della data fissata per la partenza da Le Puy della crociata ufficiale. Questa crociata è anche famosa per il motto che il suo stesso promotore, Pietro, le aveva dato: Deus lo volt ("Dio lo vuole"); Pietro affermava infatti di essere stato mandato direttamente da Gesù Cristo.
La crociata "dei poveri" (in contrapposizione a quella "dei nobili", organizzati militarmente) fu effettivamente la prima crociata della storia anche se gli storici moderni, sia per lo scarso successo e sia perché non fu mai ufficializzata dalla Chiesa di allora, la considerano un'avanguardia della prima crociata. Queste forze, tese allo scontro con i turchi selgiuchidi in Asia Minore, avevano risposto spontaneamente all'appello di Clermont di papa Urbano II del 1095. Alcuni storici, come Franco Cardini, parlano di "crociate dei poveri" a sottolineare come questo movimento fosse frammentato e molteplice.

## Storia

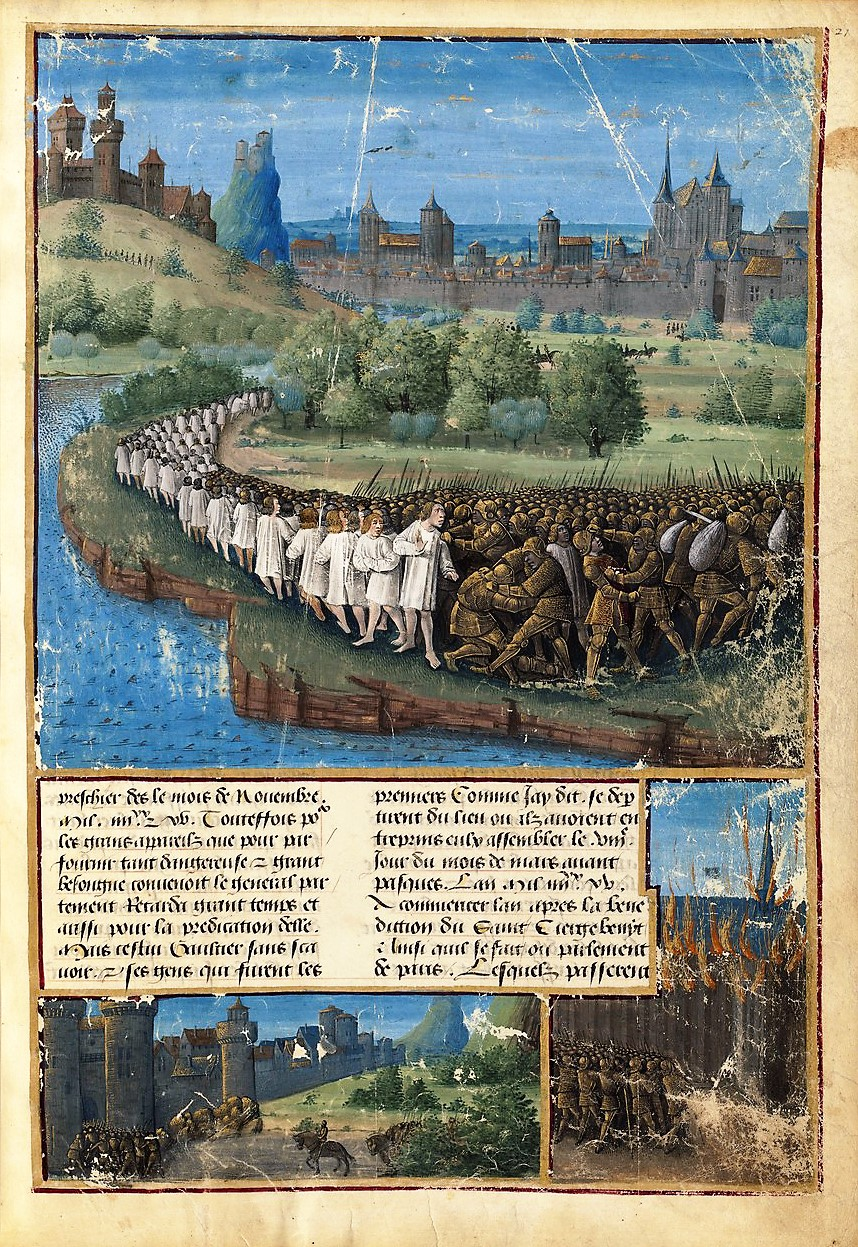
Il massacro della crociata dei poveri, miniatura medievale

### Contesto
L'Europa dell'epoca era attraversata da predicatori itineranti e da agitatori religiosi (come i patarini) che avevano infiammato i ceti subalterni durante i decenni della riforma contro il clero simoniaco e concubinario. Con la vincita della fazione riformatrice e la stabilizzazione della situazione questi predicatori-agitatori erano diventati scomodi per il clero, anche perché essi erano rimasti delusi dagli esiti della riforma stessa, che aveva mancato di far nascere la Chiesa di "poveri e uguali" sul modello della supposta Chiesa delle origini.
È probabile quindi che Papa Urbano II pensasse solo a una spedizione attuata dai signori feudali dell'Europa meridionale e continentale ma l'entusiasmo suscitato nell'opinione pubblica fu tale che a muoversi per prime furono proprio le componenti di pauperes, raccoltesi in modo spontaneo e informale intorno ad alcuni di questi predicatori (come Pietro l'Eremita) e ad alcuni cavalieri (come Gualtieri Senza Averi). Essi vedevano nella spedizione un ritorno alla Casa del Padre, alla Gerusalemme Celeste.
Queste schiere di pellegrini erano armate sommariamente e prive di ogni disciplina militare; erano infatti composte prevalentemente da poveri, donne e bambini. La crociata attraversò l'Europa spinta dallo zelo religioso e dalla fede più semplice, tuttavia non mancarono atti di violenza. I pellegrini giunsero infatti con molto anticipo e non erano ancora stati allestiti i mercati per sfamare contingenti così numerosi: furti, saccheggi, sommosse e violenze furono l'inevitabile risultato.

### Figura di Pietro l'Eremita
Pietro l'Eremita (Pietro d'Amiens) era un predicatore popolare che, per il fatto di girare coperto di stracci e in sella a un umile asino, s'era guadagnato la fama di "eremita". Giunse a Colonia il 12 aprile 1096, dopo aver percorso le terre centrali del Berry, il territorio di Orléans e di Chartres, la Normandia, il territorio di Beauvais, la Piccardia, la Champagne, la valle della Mosella e infine la Renania.
Pietro basava le sue prediche sul fatto che, durante un precedente pellegrinaggio, era rimasto scandalizzato dalla condizione in cui aveva trovato i luoghi sacri e dal dominio musulmano sui cristiani di Gerusalemme. Mentre pregava nel Santo Sepolcro gli sarebbe apparso Cristo per affidargli la missione di tornare in Occidente a predicare la liberazione dei luoghi sacri e dei cristiani d'Oriente. Questo episodio è ovviamente messo in dubbio, così come il suo ruolo preponderante durante le crociate poiché non viene menzionato dai suoi contemporanei, ma solo da autori successivi.
Era un personaggio non inquadrato nel sistema ecclesiastico, ma dotato di grande carisma trascinatore ed esercitava un'influenza enorme sulla folla.

### Svolgimento
Con un grosso seguito di francesi e preceduto dal suo motto Deus le volt ("Dio lo vuole"), Pietro giunse a Colonia nella speranza di convincere, in quella ricca città tedesca, qualche ricco signore feudale a unirsi al suo gruppo, mentre Gualtieri Senza Averi (lo stesso nome ricorda come fosse un cavaliere escluso dalla successione ereditaria poiché non primogenito) si mise alla testa di un gruppo alquanto più esiguo di contadini e di cavalieri senza risorse economiche, partendo subito dopo Pasqua alla volta di Costantinopoli.

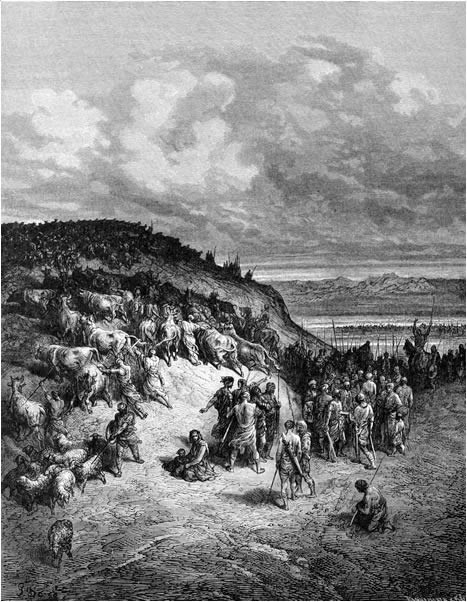
I crociati di Pietro l'eremita sconfitti dagli ungheresi (G. Doré).

Gualtieri Senza Averi guidava l'avanguardia delle truppe di Pietro l'Eremita. Egli entrò nella valle del Reno per poi dirigersi verso quella del Danubio. La via di terra da lui prescelta comportava tempi di percorrenza lunghi e l'improvvisazione della spedizione mise subito in mostra l'inadeguatezza dell'apparato logistico predisposto. La mancanza di vettovagliamenti portò pertanto gli uomini di Gualtieri a razziare, armi in pugno, quelle contrade e inevitabile fu la reazione della popolazione, che invocò l'intervento del comandante militare della piazzaforte di Belgrado, il quale sanzionò duramente le violenze operate in città dagli uomini di Gualtieri che dovette registrare la morte di numerosi suoi seguaci. Un episodio minore, praticamente una scaramuccia, ebbe poi luogo a Zemun.
I 20 000 uomini di Pietro seguirono la stessa via terrestre di Gualtieri. Passarono inizialmente senza troppi problemi attraverso i territori ungheresi di re Coloman, ma a Zemun un incidente si trasformò in scontro aperto fra i seguaci di Pietro e gli Ungheresi. Nella città di Semlin, presso la frontiera fra Ungheria ed Impero bizantino, scoppiarono contrasti con la popolazione locale a causa del mancato pagamento di viveri (o di scarpe, secondo altre versioni) che degenerarono in uno scontro armato nel quale le riserve di cibo vennero saccheggiate, Belgrado parzialmente data alle fiamme e 4 000 ungheresi vennero uccisi dall'esercito di Pietro.
I crociati furono inseguiti ed attaccati da Nicetas, governatore della città di Niš, al seguito di altri saccheggi e devastazioni perpetrate. I bizantini trucidarono allora buona parte dei crociati "popolari" che si ridussero a 7 500 elementi; Pietro l'eremita riuscì a fuggire sulle alture, perdendo però la cassa con le sue riserve d'oro e molti uomini.
Pietro riparò quindi con le sue truppe nei territori bizantini e l'armata di pellegrini raggiunse Costantinopoli alla fine di luglio (o il 1º agosto), dove furono accolti dal basileus, Alessio I Comneno. Dapprima favorevole all'impresa di Pietro, Alessio I consigliò di aspettare l'arrivo dei baroni, ossia del grosso delle forze regolari che componevano la spedizione della Prima Crociata, ma i saccheggi dei sobborghi di Costantinopoli da parte dei "pezzenti" spinse Alessio I a far evacuare queste truppe rapidamente oltre il Bosforo, stabilendole nell'accampamento a Civitot (Kibotos), nei pressi di Nicomedia.

### Eccidi

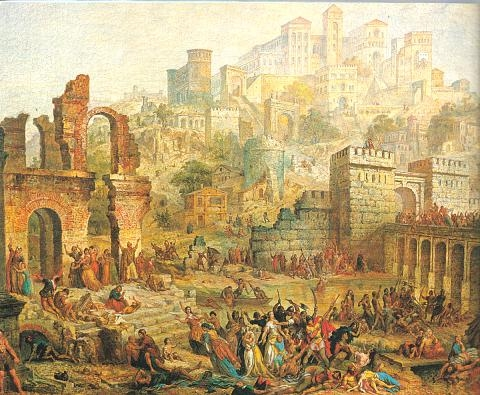
a Metz durante la Crociata dei pezzenti (A. Migette, XIX secolo).

L'estremismo religioso dei partecipanti alla crociata fece sì che l'armata di pellegrini non seguisse unicamente le linee tracciate da Urbano II nel suo discorso a Clermont, ma i predicatori introdussero presto elementi antiebraici che si sarebbero poi tradotti in razzie ai danni degli ebrei della Renania e della valle del Danubio.

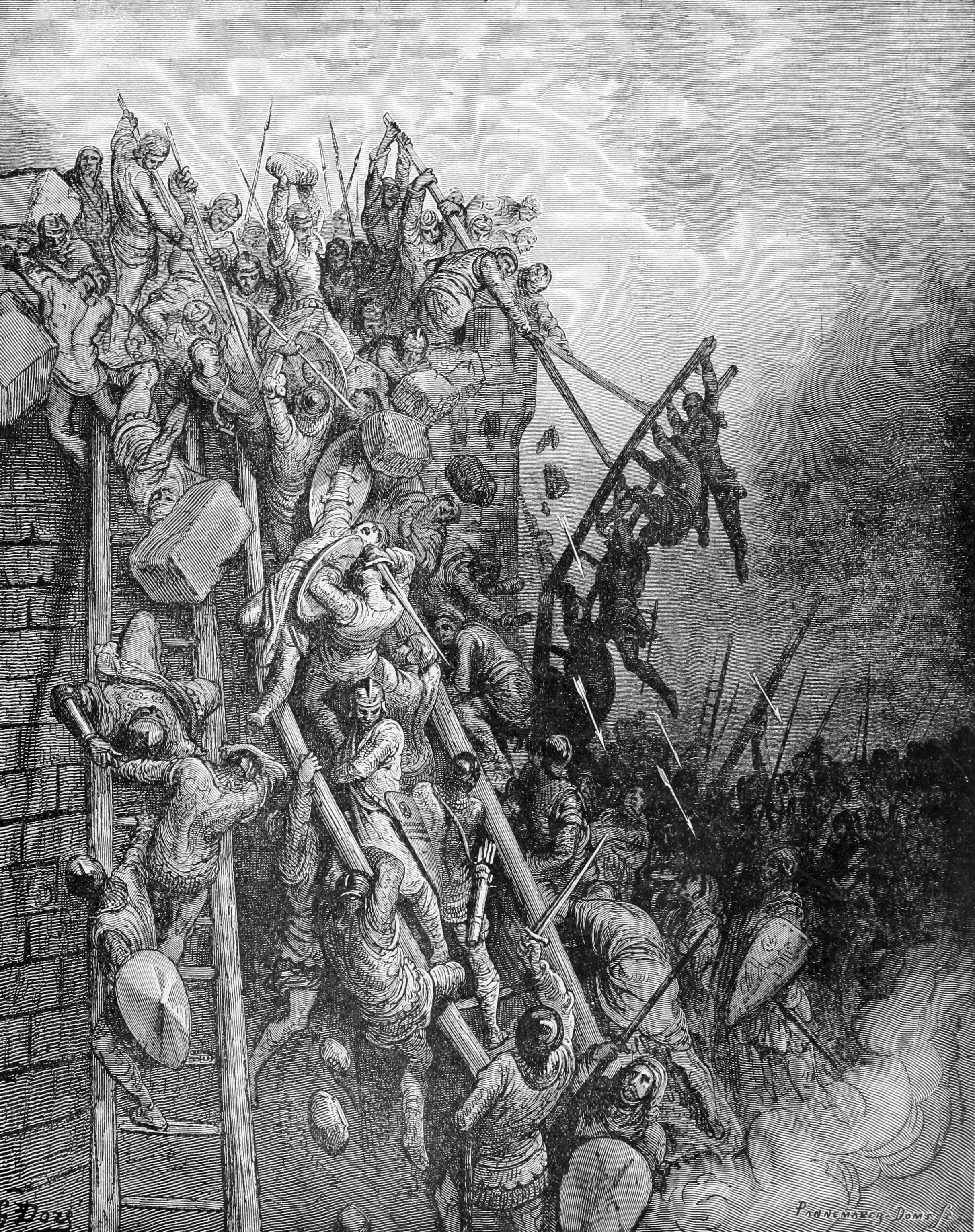
L'esercito di Volkmar attacca Merseburg. (G. Doré)

In questo stesso periodo avvenne il primo pogrom ad opera di alcuni gruppi di crociati germanici che furono guidati dal conte Emich di Leisingen in una spedizione contro le comunità ebraiche del Reno. I pellegrini, spinti dalla penuria e dalla convinzione di una sorta di responsabilità ebraica nell'uccisione di Cristo, saccheggiarono e massacrarono gli israeliti nelle città di Spira, Worms, Treviri, Colonia e Magonza. Qualche vescovo locale si adoperò per salvare i malcapitati, ma spesso la sua autorità veniva ignorata e addirittura, nella città di Magonza, i soldati di Emich distrussero il palazzo vescovile dove erano stati ospitati gli ebrei.
Nella primavera del 1096, diverse bande di cavalieri e contadini, esaltati dalle predicazioni della Crociata, si raggrupparono in alcune regioni di Francia e Germania. Così, la crociata condotta da tale Volkmar prende inizio in Sassonia, perseguendo gli ebrei a Magdeburgo, poi a Praga e in Boemia, dove arrivarono il 30 maggio lanciando una campagna di conversioni forzose malgrado l'opposizione del clero.
Il monaco Gottschalk si mise alla testa di un altro gruppo di armati, muovendosi dalla Renania e la Lorena verso l'Ungheria e attaccando le comunità ebraiche lungo il percorso. Accolti da Colomanno d'Ungheria, i crociati ripresero a razziare le campagne ungheresi: furono quindi disarmati dagli armigieri di Colemanno e massacrati dall'esercito. Una sorte simile toccò al gruppo di Volkmar quando iniziò a saccheggiare i villaggi ungheresi incitando alla sedizione.
Oltre alla vera e propria crociata dei poveri, si aggiravano per l'Europa altre bande motivate dalla guerra in Terra Santa. Una parte dei saccheggi a danno della comunità ebraica sono quindi da attribuirsi ad altri gruppi crociati, come quelli di Volkmar e Gottschalk e in maggior misura ad Emich di Leisingen. Nessuna di queste spedizioni antiebraiche arrivò mai in Oriente: esse infatti svanirono non appena incontrarono una forte resistenza nelle città. Lo stesso Emich di Leiningen venne sconfitto in Ungheria da Colemanno e l'esercito si sciolse; alcuni belligeranti rientrarono nelle proprie terre, mentre altri s'integrarono agli eserciti della Prima Crociata.

### Conclusione

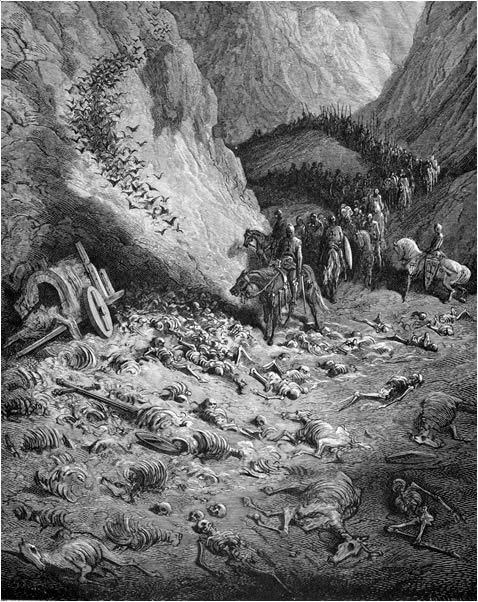
I Crociati si imbattono nei resti della battaglia di Civetot. (G. Doré)

Le forze congiunte di Gualtieri e di Pietro furono trasportate il 6 agosto, su ordine dell'Imperatore bizantino, in Asia Minore. Essi si stabilirono nel campo di Civetot, ma subito cominciarono a nascere violente divergenze sulla strategia da seguire. Alla fine i crociati si divisero in due gruppi, uno composto da francesi, l'altro di germanici: invece di avanzare si diedero ai saccheggi. I soldati francesi attaccarono Nicea e tornarono con un grande bottino, suscitando le invidie dei germanici che vollero imitarli. Tuttavia questa volta i turchi di Rūm e il loro sultano Qilij Arslan ibn Sulayman non si fecero prendere di sorpresa e catturarono l'esercito crociato. Coloro che rinunciavano a Cristo convertendosi all'Islam vennero deportati, gli altri trucidati sul posto.
Alla notizia dell'accaduto si mossero da Civetot i restanti crociati, malgrado il consiglio di Gualtieri che consigliava di attendere il ritorno da Costantinopoli di Pietro. Prevalse invece il parere di Goffredo Burel e il 21 ottobre i crociati caddero nelle imboscate che il sultano selgiuchide aveva con ampio anticipo e con efficienza predisposto. I turchi attaccarono i crociati a tre sole miglia dal campo di Civetot, dove la strada entrava in una stretta valle boscosa nei pressi del villaggio di Dracon. La strage fu immensa - lo stesso Gualtieri cadde sul campo - e i pochi sopravvissuti furono salvati dalle truppe dell'Imperatore bizantino che indussero i Selgiuchidi a tornare nelle loro basi di partenza.
Pietro l'eremita scampò al massacro; egli infatti era ancora a Costantinopoli a chiedere consigli su come pianificare la spedizione ad Alessio I quando lo raggiunse la notizia del disastro. Decise quindi con i pochi sopravvissuti di attendere l'arrivo del grosso della crociata e si accordò nel 1096 con i crociati nobili.